# Nati il 3 aprile
| Questa pagina contiene informazioni ricavate automaticamente dalle voci biografiche con l'ausilio del template Bio e di un bot. L'aggiornamento è periodico e automatico e ricostruisce completamente la pagina. Se manca una persona in questa lista, sei pregato di non aggiungerla, ma accertati piuttosto che la sua voce biografica contenga il template Bio e che i dati anagrafici siano correttamente compilati. Se il template Bio manca, inseriscilo tu stesso o, in alternativa, metti l'avviso {{tmp\|Bio}} che ne segnala la mancanza. Se i dati riportati sono sbagliati, correggi direttamente la voce biografica; le modifiche saranno visibili in questa lista entro pochi giorni. Per chiarimenti vedi il progetto biografie. La lista contiene solo le 1.186 persone che sono citate nell'enciclopedia e per le quali è stato implementato correttamente il template Bio. Pagina aggiornata al 9 ago 2025. |

## IV secolo(1)
- 400 - Arcadia, nobildonna romana († 444)

## XIV secolo(2)
- 1367 - Enrico IV d'Inghilterra, re († 1413)
- 1395 - Giorgio di Trebisonda, filosofo e umanista bizantino

## XV secolo(3)
- 1439 - Ludovico II di Württemberg-Urach, conte tedesco († 1457)
- 1444 - Barbara Manfredi, nobile († 1466)
- 1461 - Anna di Beaujeu, nobile († 1522)

## XVI secolo(6)
- 1508 - Jean Dorat, scrittore e poeta francese († 1588)
- 1540 - Maria di Cosimo I de' Medici, nobile italiana († 1557)
- 1565 - Anna III di Stolberg, religiosa tedesca († 1601)
- 1581 - Johannes Rudbeckius, vescovo luterano svedese († 1646)
- 1593 - George Herbert, poeta e oratore inglese († 1633)
- 1600 - Francesco Boccapaduli, arcivescovo cattolico e diplomatico italiano († 1680)

## XVII secolo(8)
- 1617 - Antimo Liberati, compositore e cantore italiano († 1692)
- 1619 - Giovanni Domenico Ferrucci, pittore italiano
- 1634 - Pier Giulio Dolfin, vescovo cattolico italiano († 1685)
- 1643 - Carlo V di Lorena, nobile († 1690)
- 1659 - Francesco Maurizio Gonteri, arcivescovo cattolico e politico italiano († 1742)
- 1667 - Guglielmo Giacinto di Nassau-Siegen, principe tedesco († 1743)
- 1682 - Valentin Rathgeber, monaco cristiano, compositore e organista tedesco († 1750)
- 1694 - George Edwards, ornitologo britannico († 1773)

## XVIII secolo(40)
- 1701 - Nicola Antonio De Martino, matematico italiano († 1769)
- 1703 - Juan Tomás de Boxadors y Sureda de San Martín, cardinale spagnolo († 1780)
- 1715 - William Watson, fisico e botanico britannico († 1787)
- 1742 - Eugène Louis Melchior Patrin, naturalista e mineralogista francese († 1815)
- 1743 - Sofia Carlotta di Anhalt-Bernburg-Schaumburg-Hoym, nobile († 1781)
- 1745 - Denis Ivanovič Fonvizin, scrittore, commediografo e drammaturgo russo († 1792)
- 1746 - Vincenzo Pacetti, scultore e restauratore italiano († 1820)
- 1748 - Dietrich Tiedemann, filosofo tedesco († 1803)
- 1751 - Antonio Francesco Campana, fisico e medico italiano († 1832)
- 1751 - Jean-Baptiste Moyne, compositore francese († 1796)
- 1752 - Giuseppe Ronchetti, letterato, storico e religioso italiano († 1838)
- 1753 - Jean-François Delacroix, politico francese († 1794)
- 1754 - Nikolaj Rumjancev, politico, diplomatico e nobile russo († 1826)
- 1755 - Nicola Fiorentino, scienziato, scrittore e patriota italiano († 1799)
- 1761 - George Douglas, XVI conte di Morton, nobile scozzese († 1827)
- 1764 - John Abernethy, anatomista e chirurgo britannico († 1831)
- 1764 - Franz Carl Mertens, botanico tedesco († 1831)
- 1770 - Theodoros Kolokotronis, militare, condottiero e patriota greco († 1843)
- 1771 - Hans Nielsen Hauge, predicatore, scrittore e imprenditore norvegese († 1824)
- 1771 - Cristoforo Riva, avvocato, politico e nobile italiano
- 1778 - Pierre Bretonneau, medico francese († 1862)
- 1778 - Johann Carl Ludwig Engel, architetto tedesco († 1840)
- 1779 - Vincenzo Carmignani, naturalista, medico e botanico italiano († 1859)
- 1781 - Louisa Montagu, contessa di Sandwich, nobildonna irlandese († 1862)
- 1782 - William Lyttelton, III barone Lyttelton, nobile e politico inglese († 1837)
- 1783 - Simon-Jude Honnorat, storico, linguista e naturalista francese († 1852)
- 1783 - Washington Irving, scrittore statunitense († 1859)
- 1784 - Karl August Förster, letterato e traduttore tedesco († 1841)
- 1785 - Giuseppe Cotta, banchiere e politico italiano († 1868)
- 1786 - Roberto de Sauget, politico e militare italiano († 1872)
- 1791 - Anne Lister, scrittrice inglese († 1840)
- 1794 - Claude Martine Wade, militare e diplomatico britannico († 1861)
- 1797 - Barthélemy Charles Joseph Dumortier, botanico, naturalista e politico belga († 1878)
- 1797 - Carlo Emanuele Muzzarelli, letterato e presbitero italiano († 1856)
- 1798 - Modesto Contratto, vescovo cattolico italiano († 1867)
- 1798 - Pierre François Pascal Guerlain, profumiere francese († 1864)
- 1798 - Erwein di Leyen, principe, militare e politico tedesco († 1879)
- 1798 - Charles Wilkes, esploratore statunitense († 1877)
- 1799 - Massimiliano Quilici, compositore italiano († 1889)
- 1800 - Giuseppe Pastore, politico e generale italiano († 1878)

## XIX secolo(156)
- 1801 - Giovanni Gnifetti, alpinista e presbitero italiano († 1867)
- 1801 - Giovanni Rossi, medico italiano († 1853)
- 1804 - Hamengkubuwono IV, sovrano indonesiano († 1823)
- 1806 - Ivan Vasil'evič Kireevskij, filosofo e critico letterario russo († 1856)
- 1806 - François Wartel, tenore francese († 1882)
- 1807 - Stefano Butti, scultore e pittore italiano († 1880)
- 1807 - Mary Carpenter, filantropa e educatrice britannica († 1877)
- 1807 - Jane Digby, nobildonna inglese († 1881)
- 1811 - Giuseppe Poggi, architetto e ingegnere italiano († 1901)
- 1811 - Angelo Vegni, scienziato, mecenate e filantropo italiano († 1883)
- 1812 - Vincenzo Giacomelli, pittore italiano († 1890)
- 1812 - Luisa d'Orléans, regina francese († 1850)
- 1814 - Lorenzo Snow, presbitero statunitense († 1901)
- 1815 - Francesco Daverio, patriota italiano († 1849)
- 1815 - Henri Félix Emmanuel Philippoteaux, pittore francese († 1884)
- 1815 - Clotilde de Vaux, scrittrice e poetessa francese († 1846)
- 1821 - Rudolf Pringsheim, imprenditore tedesco († 1906)
- 1822 - Edward Everett Hale, scrittore, storico e religioso statunitense († 1909)
- 1823 - Peter Esseiva, poeta e politico svizzero († 1899)
- 1823 - William M. Tweed, politico statunitense († 1878)
- 1825 - Léon Nicolas Godard, presbitero e docente francese († 1863)
- 1825 - Ranaodhip Singh Bahadur Rana, politico nepalese († 1885)
- 1828 - Pierre Chanoux, presbitero, alpinista e botanico italiano († 1909)
- 1831 - Adelaide di Löwenstein-Wertheim-Rosenberg, principessa tedesca († 1909)
- 1833 - Paolo Oss Mazzurana, imprenditore e politico austro-ungarico († 1895)
- 1835 - Harriet Elizabeth Prescott Spofford, scrittrice statunitense († 1921)
- 1836 - Calcedonio Inghilleri, politico italiano († 1926)
- 1837 - John Burroughs, poeta e naturalista statunitense († 1921)
- 1839 - Heinrich Nissen, storico tedesco († 1912)
- 1841 - Hermann Carl Vogel, astronomo tedesco († 1907)
- 1842 - Katherine Stanley, nobildonna e attivista inglese († 1874)
- 1844 - Georg Ratzinger, presbitero e politico tedesco († 1899)
- 1846 - Emilio Gallori, scultore italiano († 1924)
- 1846 - Benjamin Daydon Jackson, botanico britannico († 1927)
- 1847 - Enrico Butti, scultore italiano († 1932)
- 1848 - Georges Ohnet, letterato e scrittore francese († 1918)
- 1848 - Arturo Prat, ufficiale cileno († 1879)
- 1851 - Alberto della Valle, disegnatore, illustratore e fotografo italiano († 1928)
- 1854 - Amilcare Lauria, scrittore italiano († 1932)
- 1856 - Giuseppe Baldacci, architetto italiano
- 1858 - Albert Samain, poeta francese († 1900)
- 1858 - Mary Harrison McKee, politica statunitense († 1930)
- 1859 - Alexandru Averescu, politico e generale rumeno († 1938)
- 1860 - Frederik van Eeden, psichiatra e scrittore olandese († 1932)
- 1860 - Dolores Medina Martinez Zepeda, religiosa messicana († 1925)
- 1861 - Giacomo Bonicelli, avvocato e politico italiano († 1930)
- 1861 - Karl Weinberger, compositore austriaco († 1939)
- 1863 - Domenico Mariani, cardinale italiano († 1939)
- 1863 - Henry van de Velde, architetto e pittore belga († 1957)
- 1864 - Enrico Bazan, generale e politico italiano († 1947)
- 1864 - Emil Kellenberger, tiratore a segno svizzero († 1943)
- 1864 - Emilio Solari, militare e politico italiano († 1954)
- 1868 - Raymond Beazley, storico britannico († 1955)
- 1868 - Mariano La Via, politico, avvocato e glottologo italiano († 1931)
- 1868 - Alfredo Savini, pittore italiano († 1924)
- 1870 - Fausta Labia, soprano italiano († 1935)
- 1871 - Vincenzo Diamare, anatomista e patologo italiano († 1966)
- 1871 - Amedeo Majeroni, illusionista italiano († 1932)
- 1872 - Arthur Byron, attore statunitense († 1943)
- 1873 - Jan Janský, neurologo e psichiatra ceco († 1921)
- 1873 - Julieta Lanteri, politica e medico argentino († 1932)
- 1873 - Kristofer Sinding-Larsen, pittore, disegnatore e grafico norvegese († 1948)
- 1874 - Emilio Bodrero, politico e storico della filosofia italiano († 1949)
- 1874 - Wilhelm Crönert, filologo classico e papirologo tedesco († 1942)
- 1874 - Mustapha Nador, cantante algerino († 1926)
- 1875 - Mistinguett, attrice e cantante francese († 1956)
- 1876 - Margaret Anglin, attrice canadese († 1958)
- 1876 - Tomáš Baťa, imprenditore ceco († 1932)
- 1876 - Celso Costantini, cardinale e arcivescovo cattolico italiano († 1958)
- 1877 - Maria Carola Cecchin, religiosa italiana († 1925)
- 1877 - Alphonse Decuyper, pallanuotista francese († 1937)
- 1877 - Joseph Laurent Philippe, vescovo cattolico lussemburghese († 1956)
- 1878 - Adele Younghusband, fotografa e pittrice neozelandese († 1969)
- 1879 - Tomás Carreras Artau, filosofo, etnologo e politico spagnolo († 1954)
- 1879 - Agha Hashar Kashmiri, poeta e drammaturgo pakistano († 1945)
- 1880 - Jorge Gibson Brown, calciatore argentino († 1936)
- 1880 - Walter Tysall, ginnasta britannico († 1955)
- 1880 - Otto Weininger, filosofo austriaco († 1903)
- 1881 - Alcide De Gasperi, politico italiano († 1954)
- 1881 - Maria Freschi, scrittrice e poetessa italiana († 1947)
- 1881 - Tito Galla, avvocato, politico e antifascista italiano († 1940)
- 1882 - Giulio Belvederi, archeologo e presbitero italiano († 1959)
- 1882 - Hendrik Scherpenhuijzen, schermidore olandese († 1971)
- 1883 - Frits van den Berghe, pittore, disegnatore e incisore belga († 1939)
- 1883 - Kita Ikki, filosofo, scrittore e politico giapponese († 1937)
- 1884 - Rikichi Andō, generale giapponese († 1946)
- 1884 - Gustave Bauer, lottatore statunitense († 1947)
- 1884 - Federico Marconcini, politico e economista italiano († 1974)
- 1884 - Paolo Principi, geologo e paleontologo italiano († 1963)
- 1885 - Leona Anderson, attrice statunitense († 1973)
- 1885 - Murray Carleton, golfista statunitense († 1959)
- 1885 - Allan Dwan, regista, sceneggiatore e produttore cinematografico canadese († 1981)
- 1885 - Bud Fisher, fumettista statunitense († 1954)
- 1885 - Marie-Victorin, botanico canadese († 1944)
- 1885 - St John Philby, esploratore, diplomatico e ornitologo britannico († 1960)
- 1885 - Alrik Sandberg, lottatore svedese († 1975)
- 1886 - Riccardo Gatti, ceramista e scultore italiano († 1972)
- 1886 - Josip Miličić, scrittore, poeta e pittore serbo († 1944)
- 1886 - Adolph Rickenbacker, liutaio e inventore svizzero († 1976)
- 1886 - Władysław Tatarkiewicz, filosofo, storico della filosofia e storico dell'arte polacco († 1980)
- 1886 - Dooley Wilson, attore e cantante statunitense († 1953)
- 1887 - Joseph Hurard, pittore francese († 1956)
- 1887 - Silvio Pellerani, calciatore italiano († 1945)
- 1887 - Nishizō Tsukahara, ammiraglio giapponese († 1966)
- 1887 - Domenico Viotto, politico e antifascista italiano († 1976)
- 1888 - Georg Alexander, attore, regista e produttore cinematografico tedesco († 1945)
- 1888 - Thomas Kinkaid, ammiraglio statunitense († 1972)
- 1888 - Marcel Lehoux, pilota automobilistico francese († 1936)
- 1888 - Francesco Giustino Troilo, politico italiano († 1956)
- 1889 - Italo Bargagna, politico italiano († 1970)
- 1889 - Grigoras Dinicu, violinista e compositore rumeno († 1949)
- 1889 - Robert Faas, calciatore tedesco († 1966)
- 1889 - Georgij Nikolaevič Frederiks, geologo russo († 1938)
- 1889 - Raffaello Giolli, critico d'arte e giornalista italiano († 1945)
- 1889 - Lidija Nikolaevna Sejfullina, scrittrice sovietica († 1954)
- 1890 - Arvid Spångberg, tuffatore svedese († 1959)
- 1891 - Fred Goebel, attore tedesco († 1964)
- 1892 - Henri Viallemonteil, calciatore francese († 1937)
- 1893 - Bernard Faÿ, storico e saggista francese († 1978)
- 1893 - Leslie Howard, attore, regista e produttore cinematografico britannico († 1943)
- 1893 - Maud Duff, principessa britannica († 1945)
- 1893 - Camillo Palmerini, architetto italiano († 1967)
- 1893 - Frank Roberts, calciatore inglese († 1961)
- 1893 - George Wadsworth, diplomatico statunitense († 1958)
- 1894 - Ángela Ginard Martí, religiosa spagnola († 1936)
- 1894 - Dora Russell, attivista e scrittrice britannica († 1986)
- 1895 - Mario Castelnuovo-Tedesco, compositore e pianista italiano († 1968)
- 1895 - Zez Confrey, pianista e compositore statunitense († 1971)
- 1895 - Mary Leo, religiosa e insegnante neozelandese († 1989)
- 1895 - Linda Helene Penzel, imprenditrice tedesca († 1974)
- 1895 - Fritz Reinhardt, politico tedesco († 1969)
- 1895 - Luigi Traglia, cardinale e arcivescovo cattolico italiano († 1977)
- 1895 - Dragutin Vrđuka, calciatore jugoslavo († 1948)
- 1896 - Mario Baldelli, giornalista, sindacalista e diplomatico italiano († 1952)
- 1896 - Józef Czapski, scrittore, pittore e militare polacco († 1993)
- 1896 - Alphonse Dain, grecista, paleografo e filologo classico francese († 1964)
- 1896 - Mao Zemin, politico e rivoluzionario cinese († 1943)
- 1897 - John Aalberg, ingegnere statunitense († 1984)
- 1897 - Luigi Polano, politico italiano († 1984)
- 1898 - Katherine Esau, botanica tedesca († 1997)
- 1898 - Michel de Ghelderode, drammaturgo e scrittore belga († 1962)
- 1898 - George Jessel, attore, cantante e produttore cinematografico statunitense († 1981)
- 1898 - Henry Robinson Luce, giornalista e editore statunitense († 1967)
- 1898 - Vilho Pekkala, lottatore finlandese († 1974)
- 1898 - Rolf Semb-Thorstvedt, calciatore norvegese († 1972)
- 1899 - David Jack, calciatore e allenatore di calcio inglese († 1958)
- 1899 - Marcello Manni, giornalista, compositore e militare italiano († 1955)
- 1899 - Francesco Menzio, pittore italiano († 1979)
- 1899 - Mario Ponzio di San Sebastiano, militare italiano († 1972)
- 1899 - Maria Redaelli, supercentenaria italiana († 2013)
- 1900 - Camille Chamoun, politico libanese († 1987)
- 1900 - Shlomo Dov Goitein, orientalista tedesco († 1985)
- 1900 - Albert Ingham, matematico britannico († 1967)
- 1900 - Edward Jeffries, politico statunitense († 1950)
- 1900 - Edward Ward, compositore statunitense († 1971)
- 1900 - Franz Carl Weiskopf, scrittore e giornalista tedesco († 1955)

## XX secolo(932)
- 1901 - Carlo Callerio, microbiologo e farmacologo italiano († 1999)
- 1901 - Khalil Esfandiary Bakhtiari, diplomatico iraniano († 1983)
- 1901 - Rudi Paret, filologo, islamista e traduttore tedesco († 1983)
- 1902 - Giacomo Delitala, giurista e avvocato italiano († 1972)
- 1902 - Harry Earles, attore statunitense († 1985)
- 1902 - Henry Garat, attore francese († 1959)
- 1902 - Reinhard Gehlen, generale tedesco († 1979)
- 1903 - Peter Huchel, scrittore tedesco († 1981)
- 1903 - Lili Kraus, pianista ungherese († 1986)
- 1903 - Bubber Miley, trombettista statunitense († 1932)
- 1903 - Nilo, calciatore brasiliano († 1975)
- 1903 - Piero Pastore, calciatore, allenatore di calcio e attore cinematografico italiano († 1968)
- 1903 - Luigi Tosolini, calciatore italiano
- 1903 - Fernanda Wittgens, critica d'arte, storica dell'arte e museologa italiana († 1957)
- 1903 - Lola Álvarez Bravo, fotografa messicana († 1993)
- 1904 - Ernesto Ghisi, calciatore italiano († 1984)
- 1904 - Iron Eyes Cody, attore statunitense († 1999)
- 1904 - Sally Rand, attrice e ballerina statunitense († 1979)
- 1904 - Clemente Santopaolo, calciatore italiano († 1987)
- 1904 - Sante Tani, militare e partigiano italiano († 1944)
- 1905 - Tullio Bonadeo, calciatore e pallanuotista italiano († 1968)
- 1905 - Doug Everett, hockeista su ghiaccio statunitense († 1996)
- 1905 - Marvin Hatley, compositore e direttore d'orchestra statunitense († 1986)
- 1905 - Nicola Rubino, scultore e pittore italiano († 1984)
- 1906 - Lucinda Ballard, costumista statunitense († 1993)
- 1906 - Gisella Floreanini, politica italiana († 1993)
- 1906 - Luigi Gabelli, militare e aviatore italiano († 1936)
- 1906 - Alfredo Gargiullo, velocista italiano († 1928)
- 1906 - Giacomo Ottolenghi, politico italiano († 1974)
- 1907 - Isaac Deutscher, giornalista, scrittore e storico polacco († 1967)
- 1907 - Mark Krejn, matematico sovietico († 1989)
- 1907 - Aleksander Małecki, schermidore polacco († 1939)
- 1908 - Mario Froncillo, calciatore italiano
- 1908 - Giovanni Isacco, calciatore italiano
- 1908 - Bruno Lüdke, tedesco († 1944)
- 1908 - Nino Pagot, fumettista, animatore e regista italiano († 1972)
- 1908 - Shigeru Sugiura, fumettista giapponese († 2000)
- 1908 - Willy den Turk, nuotatrice olandese († 1937)
- 1909 - Marino Piazza, cantastorie italiano († 1993)
- 1909 - Francesco Putti, presbitero, scrittore e editore italiano († 1984)
- 1910 - John Bøhleng, calciatore norvegese († 1987)
- 1910 - Riccardo Bonometti, calciatore italiano († 1981)
- 1910 - Jim Enright, arbitro di pallacanestro e giornalista statunitense († 1981)
- 1910 - Maximiliano Faotto, calciatore e allenatore di calcio uruguaiano
- 1911 - Tokiharu Abe, zoologo, ittiologo e erpetologo giapponese († 1996)
- 1911 - Bruno Balbis, bibliotecario italiano († 1979)
- 1911 - Luigi Cravetto, avvocato, imprenditore e dirigente sportivo italiano († 2002)
- 1911 - Pietro Di Donato, scrittore statunitense († 1992)
- 1911 - Freddie Miller, pugile statunitense († 1962)
- 1911 - Stanisława Walasiewicz, velocista, lunghista e discobola polacca († 1980)
- 1911 - Michael Woodruff, chirurgo inglese († 2001)
- 1912 - Addeke Hendrik Boerma, economista olandese († 1992)
- 1912 - Giulio De Luca, architetto, urbanista e docente italiano († 2004)
- 1912 - Gregoris Lambrakis, politico, medico e triplista greco († 1963)
- 1912 - Mauro Racca, schermidore italiano († 1977)
- 1913 - Per Borten, politico norvegese († 2005)
- 1913 - Armando Di Tullio, aviatore e militare italiano († 1940)
- 1913 - David Markham, attore britannico († 1983)
- 1913 - Jan Mikusiński, matematico polacco († 1987)
- 1913 - Elaine Shepard, attrice e giornalista statunitense († 1998)
- 1914 - Casilda de Silva, nobildonna spagnola († 2008)
- 1914 - Camillo Jerusalem, calciatore, allenatore di calcio e dirigente sportivo austriaco († 1989)
- 1914 - Kay Stammers, tennista britannica († 2005)
- 1915 - Axel e Eigil Axgil, danese († 2011)
- 1915 - İhsan Doğramacı, pediatra e imprenditore turco († 2010)
- 1915 - Chuck Hawley, cestista e giocatore di baseball statunitense († 1992)
- 1915 - Piet de Jong, politico olandese († 2016)
- 1915 - Paul Touvier, militare francese († 1996)
- 1916 - Louiguy, compositore francese († 1991)
- 1917 - Erik Hazelhoff Roelfzema, militare, agente segreto e scrittore olandese († 2007)
- 1917 - Ilario Tabarri, partigiano e antifascista italiano († 1970)
- 1918 - Mary Anderson, attrice statunitense († 2014)
- 1918 - Enzo Felsani, poliziotto e generale italiano († 2006)
- 1918 - Miklós Hubay, drammaturgo ungherese († 2011)
- 1918 - Francisco Lavernia, cestista cubano († 2005)
- 1919 - Antonio Dalmonte, calciatore italiano († 2015)
- 1919 - Ervin Drake, paroliere statunitense († 2015)
- 1919 - Hugh FitzRoy, XI duca di Grafton, nobile britannico († 2011)
- 1919 - Vasilij Kolpakov, cestista sovietico († 1983)
- 1919 - Myles McKeon, vescovo cattolico irlandese († 2016)
- 1919 - Carlos Muñoz Arosa, attore spagnolo († 2005)
- 1920 - Alberto Achá, calciatore boliviano († 1965)
- 1920 - Giovanni Arenella, politico, partigiano e sindacalista italiano († 1965)
- 1920 - Sergio Bani, calciatore italiano († 1983)
- 1920 - John Demjanjuk, militare e criminale di guerra ucraino († 2012)
- 1920 - Arnaldo Ferrara, generale e funzionario italiano († 2016)
- 1920 - Thomas G. Rosenmeyer, filologo classico e grecista tedesco († 2007)
- 1920 - Nida Senff, nuotatrice olandese († 1995)
- 1920 - Ehsan Yarshater, storico e iranista iraniano († 2018)
- 1921 - Aldo Bortolussi, militare italiano († 1943)
- 1921 - Armando Corona, medico, imprenditore e politico italiano († 2009)
- 1921 - Albertina Giubbolini, stilista italiana († 2009)
- 1921 - Giuseppe Margarita, calciatore italiano
- 1921 - Bruno Mazzotta, musicista e compositore italiano († 2001)
- 1921 - Darío Moreno, cantante e attore turco († 1968)
- 1921 - Jan Sterling, attrice statunitense († 2004)
- 1922 - Lavinia Bazhbeuk-Melikyan, artista armena († 2005)
- 1922 - Evgenij Bulančik, ostacolista sovietico († 1995)
- 1922 - Joyce Fitch, tennista australiana († 2012)
- 1922 - Carlo Gartner, sciatore alpino e allenatore di sci alpino italiano († 2013)
- 1922 - Dante Guardamagna, regista e sceneggiatore italiano († 1999)
- 1922 - José Hierro, poeta spagnolo († 2002)
- 1922 - Doris Day, attrice e cantante statunitense († 2019)
- 1922 - Carlo Lizzani, regista, sceneggiatore e storico del cinema italiano († 2013)
- 1922 - Johannes Pløger, calciatore danese († 1991)
- 1922 - Riccardo Romano, politico italiano († 2003)
- 1923 - Umberto Borsò, tenore italiano († 2018)
- 1923 - Jozef Lenárt, politico cecoslovacco († 2004)
- 1923 - Eusebio Sempere, scultore e pittore spagnolo († 1985)
- 1923 - Araty Viana, calciatore brasiliano
- 1923 - Antonio Villani, giurista italiano († 1999)
- 1923 - Chuck Weyant, pilota automobilistico statunitense († 2017)
- 1924 - Marlon Brando, attore e attivista statunitense († 2004)
- 1924 - Jesus Correia, calciatore portoghese († 2003)
- 1924 - John Day, storico statunitense († 2003)
- 1924 - Phil Farbman, cestista statunitense († 1996)
- 1924 - Lidia Menapace, partigiana, politica e saggista italiana († 2020)
- 1924 - Roza Šanina, militare sovietica († 1945)
- 1924 - Mario Trevi, psicoanalista italiano († 2011)
- 1924 - Georges de Nantes, presbitero e scrittore francese († 2010)
- 1925 - Tony Benn, politico, scrittore e attivista britannico († 2014)
- 1925 - Vittorino Colombo, politico e imprenditore italiano († 1996)
- 1925 - Åke Falck, regista e attore svedese († 1974)
- 1925 - Jan Merlin, attore statunitense († 2019)
- 1925 - Artur Vaz, calciatore portoghese († 2009)
- 1926 - Timothy Bateson, attore e doppiatore britannico († 2009)
- 1926 - Luigi Boille, pittore italiano († 2015)
- 1926 - Gus Grissom, aviatore e astronauta statunitense († 1967)
- 1926 - Andrew Keir, attore britannico († 1997)
- 1926 - Bruno Rasia, regista, pittore e sceneggiatore italiano († 2010)
- 1926 - Elena Yávar, cestista cilena
- 1927 - Mark Blaug, economista olandese († 2011)
- 1927 - Giuseppe Bufardeci, politico italiano († 2010)
- 1927 - Arne Johansen, pattinatore di velocità su ghiaccio norvegese († 2013)
- 1927 - Paulo Rodrigues Siqueira, cestista brasiliano († 2003)
- 1927 - J.L. Parks, cestista statunitense († 2018)
- 1927 - Nika Rossi, ex cestista italiana
- 1927 - Éva Székely, nuotatrice ungherese († 2020)
- 1928 - Enzo Cannavale, attore italiano († 2011)
- 1928 - Don Gibson, cantante statunitense († 2003)
- 1928 - Kevin Hagen, attore statunitense († 2005)
- 1928 - Colin Kapp, scrittore di fantascienza britannico († 2007)
- 1928 - Earl Lloyd, cestista e allenatore di pallacanestro statunitense († 2015)
- 1928 - Kerstin Meyer, mezzosoprano svedese († 2020)
- 1928 - Walter Serena, ciclista su strada italiano († 2011)
- 1929 - Vincenzo Balzamo, politico italiano († 1992)
- 1929 - Ernest Callenbach, critico cinematografico, scrittore e filosofo statunitense († 2012)
- 1929 - Giuseppe Cafasso, ex calciatore italiano
- 1929 - Klaus Hemmerle, vescovo cattolico, teologo e filosofo tedesco († 1994)
- 1929 - Eddie Nash, criminale statunitense († 2014)
- 1929 - Peter Neve, storico e architetto tedesco († 1994)
- 1929 - Marcel Roethlisberger, storico dell'arte svizzero († 2020)
- 1929 - Poul Schlüter, avvocato e politico danese († 2021)
- 1930 - Domenico Balducci, criminale italiano († 1981)
- 1930 - Lawton Chiles, politico statunitense († 1998)
- 1930 - Carlos Guevara, ex calciatore messicano
- 1930 - Helmut Kohl, politico e storico tedesco († 2017)
- 1930 - Mario Benjamín Menéndez, generale argentino († 2015)
- 1930 - Clive Wilderspin, tennista australiano († 2021)
- 1931 - Giovanni Molino, calciatore e allenatore di calcio italiano († 2024)
- 1932 - William Disney, pattinatore di velocità su ghiaccio statunitense († 2009)
- 1932 - Baldassarre Furnari, politico italiano († 2005)
- 1932 - Irma Johansson, ex fondista svedese
- 1932 - Michel Macquet, giavellottista, pallamanista e ginnasta francese († 2002)
- 1932 - George Stevens Jr., produttore televisivo, sceneggiatore e regista statunitense
- 1932 - Isabella Valdettaro, ex modella italiana
- 1932 - Giobatta Zoppelletto, ex calciatore italiano
- 1933 - Billy Dea, allenatore di hockey su ghiaccio e ex hockeista su ghiaccio canadese
- 1933 - Valéria Gyenge, ex nuotatrice ungherese
- 1933 - Gilberto Penayo, calciatore paraguaiano († 2020)
- 1933 - Sheila Smith, attrice statunitense († 2023)
- 1933 - Ron Tomsic, ex cestista statunitense
- 1933 - Bruno Vella, avvocato e politico italiano († 2021)
- 1934 - Walter Ciani, ex calciatore italiano
- 1934 - Jane Goodall, etologa, antropologa e scrittrice britannica
- 1934 - Lars-Eric Lundvall, hockeista su ghiaccio svedese († 2020)
- 1934 - Jim Parker, giocatore di football americano statunitense († 2011)
- 1934 - Pina Pellicer, attrice cinematografica messicana († 1964)
- 1935 - Endre Czeizel, genetista e medico ungherese († 2015)
- 1935 - Andrea Fanton, fumettista italiano
- 1935 - Harold Kushner, rabbino, teologo e scrittore statunitense († 2023)
- 1935 - Carla Marchelli, ex sciatrice alpina italiana
- 1935 - Marrion Roe, nuotatrice neozelandese († 2017)
- 1935 - Salvatore Senese, magistrato e politico italiano († 2019)
- 1935 - Märta Tikkanen, scrittrice finlandese
- 1935 - Vinicio Villani, matematico italiano († 2018)
- 1936 - Reginald Hill, scrittore britannico († 2012)
- 1936 - Scott LaFaro, bassista statunitense († 1961)
- 1936 - Salvatore Montalto, mafioso italiano († 2012)
- 1936 - Luiz Eça, pianista brasiliano († 1992)
- 1937 - Everett Alvarez, militare statunitense
- 1937 - Renzo Bardelli, politico italiano († 2018)
- 1937 - Carla Comaschi, attrice e doppiatrice italiana
- 1937 - Lawrence Dane, attore, sceneggiatore e regista canadese († 2022)
- 1937 - Manlio Ianni, politico italiano († 2019)
- 1937 - Volodymyr Jemec', calciatore e allenatore di calcio sovietico († 1987)
- 1937 - Eve Rimmer, atleta paralimpica, nuotatrice e arciera neozelandese († 1996)
- 1937 - Bartolomeo Tarantino, calciatore italiano († 2012)
- 1938 - Victor Babiuc, giurista e politico rumeno († 2023)
- 1938 - Jeff Barry, cantautore e produttore discografico statunitense
- 1938 - John Darley, psicologo statunitense († 2018)
- 1938 - Serafino Famà, avvocato italiano († 1995)
- 1938 - Mario Gulinelli, dirigente sportivo, giornalista e traduttore italiano († 2015)
- 1938 - Katie Hall, politica statunitense († 2012)
- 1938 - Bas Maliepaard, ciclista su strada e pistard olandese († 2024)
- 1938 - Viktor Sergeev, regista sovietico († 2006)
- 1938 - Ludo Troonbeeckx, ex ciclista su strada belga
- 1939 - Manuela Angeli, ex pattinatrice artistica su ghiaccio italiana
- 1939 - Wilhelm Burmann, ballerino tedesco († 2020)
- 1939 - Bruno Dietrich, attore tedesco
- 1939 - Silvano Girotto, religioso italiano († 2022)
- 1939 - Günter Kubisch, calciatore tedesco orientale († 2005)
- 1939 - Martha Lossio, cestista peruviana († 2023)
- 1939 - Rudolf Vesper, ex lottatore tedesco
- 1939 - François de Roubaix, musicista e compositore francese († 1975)
- 1940 - Dominique Aveline, attore pornografico francese († 2009)
- 1940 - Wolf Kahler, attore tedesco
- 1940 - Francesco Nucara, politico italiano († 2022)
- 1940 - Fabrizio Plessi, artista italiano
- 1940 - Riccardo Sarfatti, designer, imprenditore e politico italiano († 2010)
- 1940 - John Windsor, ex cestista statunitense
- 1941 - Eric Braeden, attore tedesco
- 1941 - Mario De Sisti, allenatore di pallacanestro italiano († 2017)
- 1941 - Giovanni Di Giandomenico, politico e giurista italiano
- 1941 - Silvano Franzolin, militare italiano († 1982)
- 1941 - Gaetano Grillo, politico italiano
- 1941 - Rubén Merighi, ex calciatore argentino
- 1941 - Ljubov' Paninych, ex fondista russa
- 1941 - Salvador Sadurní, ex calciatore spagnolo
- 1942 - Ademir da Guia, ex calciatore e politico brasiliano
- 1942 - Gabriella Cotta Ramusino, ex canoista italiana
- 1942 - Linda Crutchfield, ex sciatrice alpina, slittinista e sciatrice nautica canadese
- 1942 - Marsha Mason, attrice statunitense
- 1942 - McCoy McLemore, cestista statunitense († 2009)
- 1942 - Wayne Newton, cantante e attore statunitense
- 1942 - Anita Roberts, biologa statunitense († 2006)
- 1942 - Billy Joe Royal, cantante statunitense († 2015)
- 1942 - Anita Sanders, attrice e modella svedese († 2023)
- 1942 - Roger Schurig, ex cestista statunitense
- 1943 - Vito D'Ambrosio, politico e ex magistrato italiano
- 1943 - Marie-Laure Gaillot, ex nuotatrice francese
- 1943 - Francisco Gorriti Sarasola, ex calciatore spagnolo
- 1943 - John Hughes, calciatore e allenatore di calcio scozzese († 2022)
- 1943 - Jonathan Lynn, attore, regista e sceneggiatore britannico
- 1943 - Richard Manuel, musicista e compositore canadese († 1986)
- 1943 - Larry Marshall, attore e cantante statunitense
- 1943 - Carlos Alberto Montaner, scrittore e giornalista cubano († 2023)
- 1943 - Ranko Munitić, storico dell'arte, sceneggiatore e giornalista jugoslavo († 2009)
- 1944 - Lamberto Bava, regista, sceneggiatore e produttore cinematografico italiano
- 1944 - Sergio Codognato, calciatore e allenatore di calcio italiano († 2024)
- 1944 - Grover Furr, storico statunitense
- 1944 - Robert McGregor, ex nuotatore britannico
- 1944 - Storrs Olson, biologo e ornitologo statunitense († 2021)
- 1944 - Tony Orlando, cantante e produttore discografico statunitense
- 1944 - Ramazan Rragami, calciatore e allenatore di calcio albanese († 2022)
- 1944 - Alvaro Superchi, sindacalista e politico italiano
- 1945 - Paolo Bruschi, allenatore di calcio e ex calciatore svedese
- 1945 - Gail Sherriff Chanfreau, tennista australiana
- 1945 - Wim Deetman, politico olandese
- 1945 - Jörg Drehmel, ex triplista tedesco
- 1945 - Alessandra Galante Garrone, attrice teatrale e danzatrice italiana († 2004)
- 1945 - Ricardo Munguía Padilla, calciatore messicano († 2007)
- 1945 - Bernie Parent, ex hockeista su ghiaccio canadese
- 1945 - Mario Scotti, bassista italiano († 2001)
- 1945 - Catherine Spaak, attrice, cantante e conduttrice televisiva belga († 2022)
- 1945 - Gary Sprake, calciatore gallese († 2016)
- 1945 - Hillary Wilson, ex nuotatrice rhodesiana
- 1946 - Mauro Cozzoli, teologo italiano
- 1946 - Pedro García Barros, allenatore di calcio e ex calciatore cileno
- 1946 - Dee Murray, musicista britannico († 1992)
- 1946 - Marisa Paredes, attrice spagnola († 2024)
- 1946 - Lil Milagro Ramírez, attivista e poetessa salvadoregna († 1979)
- 1946 - Hanna Suchocka, politica polacca
- 1947 - Giorgio Aiazzone, imprenditore e personaggio televisivo italiano († 1986)
- 1947 - Billy Hayes, scrittore e attore statunitense
- 1947 - Giuseppe Penone, artista e scultore italiano
- 1947 - Giovanni Picat Re, calciatore italiano († 2020)
- 1947 - Pat Proft, sceneggiatore e produttore cinematografico statunitense
- 1947 - Angelo Russi, storico italiano
- 1947 - Jorge Siega, allenatore di calcio e ex calciatore brasiliano
- 1947 - Marinella Venegoni, giornalista e critica musicale italiana
- 1948 - Boris Berman, pianista e docente russo
- 1948 - Ricardo Cinalli, pittore argentino
- 1948 - Francesco Saverio Garaguso, giornalista italiano
- 1948 - Mary Gordon-Watson, cavallerizza britannica
- 1948 - Jaap de Hoop Scheffer, politico olandese
- 1948 - Alessandro Kokocinski, pittore, scultore e scenografo italiano († 2017)
- 1948 - Gerd Lochmann, pesista tedesco († 2022)
- 1948 - Andrej Razumovskij, regista sovietico († 2013)
- 1948 - Carlos Salinas, politico messicano
- 1948 - Hans-Georg Schwarzenbeck, ex calciatore tedesco
- 1949 - Djura, cantante e regista berbera
- 1949 - Lyle Alzado, giocatore di football americano e attore statunitense († 1992)
- 1949 - Anne De Salvo, attrice, regista e scenografa statunitense
- 1949 - Riccardo Duranti, poeta e traduttore italiano
- 1949 - Irene Forbes, schermitrice cubana († 2014)
- 1949 - Lech Koziejowski, ex schermidore polacco
- 1949 - Riccardo Peroni, attore e doppiatore italiano
- 1949 - Giuseppe Remuzzi, medico italiano
- 1949 - Richard Thompson, chitarrista e cantautore inglese
- 1949 - Aleksandăr Tomov, ex lottatore bulgaro
- 1949 - Paul Walker, ex calciatore inglese
- 1950 - Sergio Buso, calciatore e allenatore di calcio italiano († 2011)
- 1950 - Giuseppe Covre, politico italiano († 2020)
- 1950 - Frank Dernie, ingegnere britannico
- 1950 - Vera Krasnova, ex pattinatrice di velocità su ghiaccio sovietica
- 1950 - Petar Nikezić, calciatore jugoslavo († 2014)
- 1951 - Peggy Kopp, modella venezuelana
- 1951 - Michael Laskin, attore e insegnante statunitense
- 1951 - Bruno Mayer, ex calciatore italiano
- 1951 - Armando Toracca, pilota motociclistico italiano
- 1951 - Chris Turner, allenatore di calcio e calciatore inglese († 2015)
- 1952 - Vjačeslav Lemešev, pugile sovietico († 1996)
- 1952 - Ziba Mir-Hosseini, antropologa e regista iraniana
- 1952 - Paolo Riviera, cantautore italiano
- 1952 - Sa'd al-Katatni, politico egiziano
- 1952 - Michele Valensise, diplomatico italiano
- 1953 - Laurie Abrahams, ex calciatore inglese
- 1953 - Pieter Aspe, scrittore belga († 2021)
- 1953 - Victoria Burgoyne, attrice britannica
- 1953 - Damir Polić, ex pallanuotista jugoslavo
- 1953 - Slobodan Samardžić, politico serbo
- 1953 - Tiziano Sclavi, scrittore e fumettista italiano
- 1953 - James Smith, ex pugile statunitense
- 1953 - Jinny Steffan, attrice, showgirl e ballerina italiana
- 1954 - Sheila Bair, politica e avvocata statunitense
- 1954 - Rakhshan Banie'temad, regista iraniana
- 1954 - Elisabetta Brusa, compositrice italiana
- 1954 - Glenn Gordon Caron, autore televisivo, regista e produttore televisivo statunitense
- 1954 - Luciano Comida, scrittore italiano († 2011)
- 1954 - René Girard, ex calciatore e allenatore di calcio francese
- 1954 - Nico Landeweerd, ex pallanuotista olandese
- 1954 - Jurij Pudyšev, calciatore e allenatore di calcio sovietico († 2021)
- 1954 - Shuki Schwartz, ex cestista israeliano
- 1955 - Tomas Arana, attore statunitense
- 1955 - Michael Burleigh, scrittore e storico britannico
- 1955 - Bruno Francescato, ex rugbista a 15 italiano
- 1955 - Uri Gavriel, attore israeliano
- 1955 - Lorenzo Ghizzoni, arcivescovo cattolico italiano
- 1955 - Paola Manzini, politica italiana († 2009)
- 1955 - Mario Nicolini, allenatore di calcio e ex calciatore italiano
- 1956 - Carmelo Barone, ex ciclista su strada e pistard italiano
- 1956 - Miguel Bosé, cantautore, attore e ex ballerino spagnolo
- 1956 - Dante Di Loreto, produttore televisivo e produttore cinematografico statunitense
- 1956 - Anna Aurora Lombardi, designer italiana
- 1956 - Jordan Mitkov, ex sollevatore bulgaro
- 1956 - Lino Rava, ingegnere e politico italiano
- 1956 - Judie Tzuke, cantante inglese
- 1957 - Lama Bamba, allenatore di calcio ivoriano
- 1957 - Jean-Loup Eychenne, militare francese († 1992)
- 1957 - Riccardo Fortini, altista italiano († 2009)
- 1957 - Roberto Giovalli, dirigente d'azienda italiano
- 1957 - Julia Hills, attrice britannica
- 1957 - Charles Jones, ex cestista statunitense
- 1957 - Omar Labruna, allenatore di calcio e ex calciatore argentino
- 1957 - Patrizia Lanfredini, ex nuotatrice italiana
- 1957 - Unni Lindell, scrittrice norvegese
- 1957 - Michalīs Rakintzīs, cantante greco
- 1957 - Shpend Sollaku Noé, scrittore, poeta e giornalista albanese
- 1958 - Alec Baldwin, attore e comico statunitense
- 1958 - Vanna Bonta, romanziera, poetessa e attrice statunitense († 2014)
- 1958 - Paulo Luiz Massariol, ex calciatore brasiliano
- 1958 - David Ragsdale, violinista, chitarrista e compositore statunitense
- 1958 - Francesca Woodman, fotografa statunitense († 1981)
- 1959 - Massimo Ferro, arbitro di calcio e politico italiano
- 1959 - Leslie Frazier, ex giocatore di football americano e allenatore di football americano statunitense
- 1959 - Pascal Miézan, calciatore ivoriano († 2006)
- 1959 - Amy Morton, attrice statunitense
- 1959 - Gianfranco Nappi, politico italiano
- 1959 - David Hyde Pierce, attore e doppiatore statunitense
- 1959 - Leonid Yurtaev, scacchista kirghiso († 2011)
- 1960 - Stefano Aimone Prina, politico italiano
- 1960 - Fernando Arcega, ex cestista spagnolo
- 1960 - Yu Hua, scrittore cinese
- 1960 - Arjen Anthony Lucassen, polistrumentista e compositore olandese
- 1960 - Lü Liping, attrice cinese
- 1960 - Lesley Sharp, attrice britannica
- 1960 - Daniele Mei, disc jockey, musicista e produttore discografico italiano
- 1960 - Raja Eleena, principessa, avvocato e dirigente d'azienda malese
- 1960 - Yajaira Vera, modella venezuelana
- 1961 - Silvia Daprà, ex cestista italiana
- 1961 - Roberto Di Nicola, ex calciatore italiano
- 1961 - Armando Ferroni, allenatore di calcio e ex calciatore italiano
- 1961 - Elizabeth Gracen, attrice e modella statunitense
- 1961 - Edward Highmore, attore britannico
- 1961 - Ricardo Lingan Baccay, arcivescovo cattolico filippino
- 1961 - Michael Ludwig, politico austriaco
- 1961 - Angelo Mazzoni, ex schermidore italiano
- 1961 - Eddie Murphy, attore, comico e cantante statunitense
- 1961 - Doriana Sarli, politica italiana
- 1961 - Angelo d'Arrigo, aviatore italiano († 2006)
- 1962 - Jaroslav Benák, ex hockeista su ghiaccio cecoslovacco
- 1962 - Benedetto Della Vedova, politico italiano
- 1962 - Jorge Luiz L. Fernandes, ex nuotatore brasiliano
- 1962 - Sandro Fioravanti, telecronista sportivo italiano
- 1962 - Grégoire Lascubé, ex rugbista a 15 francese
- 1962 - Francesco Magnelli, pianista, compositore e arrangiatore italiano
- 1962 - Sophie Moressée-Pichot, ex schermitrice e pentatleta francese
- 1962 - Mike Ness, chitarrista, cantante e compositore statunitense
- 1962 - Jaya Prada, attrice e politica indiana
- 1962 - Simon Raymonde, polistrumentista e produttore discografico inglese
- 1962 - Jennifer Rubin, attrice e modella statunitense
- 1962 - Giorgio Serafini, sceneggiatore e regista italiano
- 1962 - Brenda Ann Spencer, criminale statunitense
- 1962 - Roberto Succo, serial killer italiano († 1988)
- 1963 - Antonella Attili, attrice italiana
- 1963 - Anne Minter, ex tennista e allenatrice di tennis australiana
- 1963 - Criss Oliva, chitarrista statunitense († 1993)
- 1963 - Stevo Pendarovski, politico macedone
- 1963 - Hassan Sadpara, alpinista pakistano († 2016)
- 1963 - Jens Schmidt, ex calciatore tedesco orientale
- 1963 - Aleksandr Vasin, allenatore di pallacanestro russo
- 1963 - Stefano Venier, dirigente d'azienda italiano
- 1963 - Margarita Vojska, scacchista bulgara
- 1963 - Sarah Woodward, attrice britannica
- 1964 - Marco Ballotta, dirigente sportivo, allenatore di calcio e ex calciatore italiano
- 1964 - Richard Bella, ex cestista centrafricano
- 1964 - Roberto Bullara, cestista italiano
- 1964 - Jean-Jacques da Conceição, ex cestista angolano
- 1964 - Vincenzo Cuomo, politico italiano
- 1964 - Lorella De Luca, doppiatrice italiana
- 1964 - Nigel Farage, politico e conduttore televisivo britannico
- 1964 - Tommaso Edoardo Frosini, giurista, costituzionalista e avvocato italiano
- 1964 - Andrej Lomakin, hockeista su ghiaccio russo († 2006)
- 1964 - Maurício Mattar, attore e cantante brasiliano
- 1964 - Dario Perucca, fumettista italiano
- 1964 - Bjarne Riis, ex ciclista su strada, pistard e dirigente sportivo danese
- 1964 - Andy Robinson, ex rugbista a 15 e allenatore di rugby a 15 britannico
- 1964 - Elena Ruzina, velocista sovietica
- 1964 - Hakan Salınmış, attore turco
- 1964 - Daisuke Satō, scrittore e sceneggiatore giapponese († 2017)
- 1965 - Rachid El Ouali, regista e attore marocchino
- 1965 - Julie Anne Haddock, attrice statunitense
- 1965 - Nazia Hassan, cantante pakistana († 2000)
- 1965 - Katsumi Ōenoki, ex calciatore giapponese
- 1965 - Sandro Salvucci, arcivescovo cattolico italiano
- 1965 - Jan Vapaavuori, politico finlandese
- 1966 - Valérie Allain, attrice francese
- 1966 - Rémi Garde, allenatore di calcio e ex calciatore francese
- 1966 - José Jaikel, ex calciatore costaricano
- 1966 - José Adolfo Larregain, arcivescovo cattolico argentino
- 1966 - Mīna Tominaga, attrice, doppiatrice e cantante giapponese
- 1966 - Michael Mittermeier, comico e attore tedesco
- 1966 - Tat'jana Sadovskaja, ex schermitrice sovietica
- 1966 - José Luis Salgado, allenatore di calcio e ex calciatore messicano
- 1966 - Aleksej Sučkov, pianista russo
- 1966 - Marco V, disc jockey e produttore discografico olandese
- 1967 - Pervis Ellison, ex cestista statunitense
- 1967 - Davide Gariglio, politico italiano
- 1967 - Kathrin Haacker, ex canottiera tedesca
- 1967 - Jacek Huchwajda, ex schermidore tedesco
- 1967 - Cristi Puiu, regista e sceneggiatore romeno
- 1967 - Mark Skaife, pilota automobilistico e dirigente sportivo australiano
- 1967 - Debbie Slimmon, ex cestista australiana
- 1967 - Lilija Vasil'eva, ex fondista russa
- 1968 - Santiago Aragón, ex calciatore spagnolo
- 1968 - Sebastian Bach, cantante canadese
- 1968 - Charlotte Coleman, attrice britannica († 2001)
- 1968 - Nicola Costa, musicista italiano
- 1968 - Jamie Hewlett, fumettista, character designer e animatore britannico
- 1968 - Laird Hunt, scrittore statunitense
- 1968 - Giuppy Izzo, doppiatrice, attrice e direttrice del doppiaggio italiana
- 1968 - Bernd Karbacher, ex tennista tedesco
- 1968 - Kevin Little, ex velocista statunitense
- 1968 - Philippe Rombi, compositore francese
- 1969 - Jean-Marie Aubry, ex calciatore e ex giocatore di beach soccer francese
- 1969 - Clotilde Courau, attrice francese
- 1969 - Jean-Jacques Crenca, ex rugbista a 15 e allenatore di rugby a 15 francese
- 1969 - Mellody Hobson, imprenditrice statunitense
- 1969 - Petr Hrbek, ex hockeista su ghiaccio ceco
- 1969 - Ben Mendelsohn, attore australiano
- 1969 - Narasaki, cantante, musicista e compositore giapponese
- 1969 - Patrick Rahmen, allenatore di calcio e ex calciatore svizzero
- 1969 - Danny Sapsford, ex tennista britannico
- 1969 - LaBradford Smith, ex cestista statunitense
- 1969 - Lance Storm, ex wrestler canadese
- 1969 - Seiichi Tanabe, attore giapponese
- 1970 - Marco Corbelli, compositore, musicista e produttore discografico italiano († 2007)
- 1970 - Shinji Fujiyoshi, ex calciatore giapponese
- 1970 - James MacDonough, bassista statunitense
- 1970 - Roberto Moreno Salazar, arbitro di calcio panamense
- 1970 - Donald-Olivier Sié, ex calciatore ivoriano
- 1970 - Rafael Spregelburd, attore, drammaturgo e regista teatrale argentino
- 1971 - Shireen Abu Akleh, giornalista palestinese († 2022)
- 1971 - Vitālijs Astafjevs, ex calciatore lettone
- 1971 - Troy Brown, ex cestista statunitense
- 1971 - Emmanuel Collard, pilota automobilistico francese
- 1971 - Christopher Duntsch, criminale e medico statunitense
- 1971 - Anna Guida, ex cestista italiana
- 1971 - Toshikazu Kawaguchi, scrittore giapponese
- 1971 - Marco Lollobrigida, giornalista, telecronista sportivo e conduttore televisivo italiano
- 1971 - Milenka Nedović, ex cestista jugoslava
- 1971 - Robert da Silva Almeida, ex calciatore brasiliano
- 1971 - Jonathan Stark, ex tennista statunitense
- 1971 - Picabo Street, ex sciatrice alpina statunitense
- 1971 - Logan Vander Velden, ex cestista e allenatore di pallacanestro statunitense
- 1971 - Anastasija Zavorotnjuk, attrice e conduttrice televisiva russa († 2024)
- 1972 - Paolo Alberti, ex cestista italiano
- 1972 - Salvatore Cirillo, compositore, pianista e arrangiatore italiano
- 1972 - Jennie Garth, attrice e ex modella statunitense
- 1972 - Kenny Logan, rugbista a 15 e imprenditore britannico
- 1972 - Veronika Martinek, ex tennista tedesca
- 1972 - Catherine McCormack, attrice britannica
- 1972 - Đula Mešter, ex pallavolista serbo
- 1972 - Lola Pagnani, attrice e ballerina italiana
- 1972 - Gianfranco Russo, attore italiano
- 1972 - Dmytro Šutkov, ex calciatore ucraino
- 1972 - Sandrine Testud, ex tennista francese
- 1972 - Gervatius Uri Khob, ex calciatore namibiano
- 1972 - Jörgen Wålemark, allenatore di calcio e ex calciatore svedese
- 1973 - Jamie Bamber, attore britannico
- 1973 - Andreas Carlsson, produttore discografico, compositore e paroliere svedese
- 1973 - Matthew Ferguson, attore canadese
- 1973 - Hussein Fatal, rapper statunitense († 2015)
- 1973 - Marek Kincl, ex calciatore ceco
- 1973 - Elizabeth Kipling, pentatleta britannica
- 1973 - Burger Lambrechts, pesista sudafricano
- 1973 - Mauro Lucentini, politico italiano
- 1973 - Diego Manetti, saggista italiano
- 1973 - Fernando Medina, schermidore spagnolo
- 1973 - Prabhu Deva, coreografo, attore e regista indiano
- 1973 - Cristian Prestera, rugbista a 15 e allenatore di rugby a 15 argentino
- 1973 - DJ Sava, disc jockey e produttore discografico rumeno
- 1973 - Adam Scott, attore statunitense
- 1973 - Cédric Séguin, schermidore francese
- 1973 - Dagur Sigurðsson, allenatore di pallamano e ex pallamanista islandese
- 1973 - Igor' Simutenkov, allenatore di calcio e ex calciatore russo
- 1974 - Donatella Agostinelli, politica italiana
- 1974 - Juliana Awada, designer e imprenditrice argentina
- 1974 - Alessio Bandieri, ex calciatore italiano
- 1974 - James Seymour Brett, compositore, direttore d'orchestra e arrangiatore inglese
- 1974 - Marcus Brown, ex cestista e allenatore di pallacanestro statunitense
- 1974 - Alan Combe, allenatore di calcio e ex calciatore scozzese
- 1974 - Benjamin Pech, ex ballerino francese
- 1974 - Ricardo Rodríguez Suárez, allenatore di calcio e dirigente sportivo spagnolo
- 1974 - Lasse Strand, ex calciatore norvegese
- 1974 - Lee Williams, attore britannico
- 1974 - Jacky Wu, attore, artista marziale e regista cinese
- 1975 - Maria Domenica Castellone, politica e medico italiana
- 1975 - Emanuele Cestari, politico italiano
- 1975 - Alice Dominici, nuotatrice artistica italiana
- 1975 - Daverson Franzoi, ex giocatore di calcio a 5 brasiliano
- 1975 - Luis Guadalupe, ex calciatore peruviano
- 1975 - Thomas Hamilton, ex cestista statunitense
- 1975 - Aleksej Mozgovoj, militare ucraino († 2015)
- 1975 - Kornél Mundruczó, regista e sceneggiatore ungherese
- 1975 - Masaki Ogawa, ex calciatore giapponese
- 1975 - Michael Olowokandi, ex cestista nigeriano
- 1975 - Joakim Persson, allenatore di calcio e ex calciatore svedese
- 1975 - Alessandro Piccinelli, fumettista italiano
- 1975 - Aries Spears, attore e comico statunitense
- 1975 - Spiller, disc jockey italiano
- 1975 - Tancredi Turco, politico italiano
- 1975 - Kōji Uehara, ex giocatore di baseball giapponese
- 1975 - Chiara Valentini, pilota motociclistica, conduttrice televisiva e autrice televisiva italiana
- 1975 - Nachson Wachsman, militare israeliano († 1994)
- 1976 - Ulrika Babiaková, astronoma slovacca († 2002)
- 1976 - Keith Closs, ex cestista statunitense
- 1976 - Sophie Cooke, romanziera e poetessa scozzese
- 1976 - Nicolas Escudé, allenatore di tennis e ex tennista francese
- 1976 - Daniel Lewis, allenatore di pallavolo e ex pallavolista canadese
- 1976 - Filippo Marcheggiani, chitarrista, cantautore e arrangiatore italiano
- 1976 - Emiliano Morales, ex cestista spagnolo
- 1976 - Claus Mørch, schermidore norvegese
- 1976 - Maarten Schops, allenatore di calcio e ex calciatore belga
- 1976 - Assassinio di Jong-Ok Shin, sudcoreana († 2002)
- 1976 - Juan Turchi, ex calciatore argentino
- 1977 - Alen Avdić, ex calciatore bosniaco
- 1977 - Lounès Bendahmane, ex calciatore algerino
- 1977 - César Martín, ex calciatore spagnolo
- 1977 - Véronique De Kock, modella belga
- 1977 - Blanche Gardin, attrice, comica e sceneggiatrice francese
- 1977 - Giovanni Ignoffo, allenatore di calcio e ex calciatore italiano
- 1977 - Gavin Kerr, ex rugbista a 15 britannico
- 1977 - Giani Stelian Kiriță, ex calciatore rumeno
- 1977 - Alice Lowe, attrice, comica e regista britannica
- 1977 - Birgit Minichmayr, attrice teatrale, attrice cinematografica e cantante austriaca
- 1977 - Chael Sonnen, ex artista marziale misto statunitense
- 1978 - Lorenzo Ceccotti, illustratore, fumettista e musicista italiano
- 1978 - Tim Cornelisse, ex calciatore olandese
- 1978 - Matthew Goode, attore britannico
- 1978 - Michael Gravgaard, ex calciatore danese
- 1978 - Tommy Haas, ex tennista tedesco
- 1978 - Jillionaire, disc jockey e produttore discografico trinidadiano
- 1978 - Karyme Lozano, attrice messicana
- 1978 - Luca Moncada, canottiere italiano
- 1978 - John Smit, ex rugbista a 15 sudafricano
- 1978 - Daniele Veggiato, ex hockeista su ghiaccio italiano
- 1978 - Jaquay Walls, ex cestista statunitense
- 1979 - Naif Al-Qadi, ex calciatore saudita
- 1979 - Živilė Balčiūnaitė, maratoneta lituana
- 1979 - Zoumana Camara, allenatore di calcio e ex calciatore francese
- 1979 - Lucas Cantoro, ex calciatore argentino
- 1979 - Giuseppe Caroppa, militare italiano
- 1979 - Juvenal Edjogo, ex calciatore spagnolo
- 1979 - Anna Foglietta, attrice italiana
- 1979 - Sherif Genedy, ex cestista egiziano
- 1979 - Grégoire, cantautore e compositore francese
- 1979 - Maurice Jeffers, ex cestista statunitense
- 1979 - Francesco Mandelli, attore, regista e conduttore televisivo italiano
- 1979 - Saša Ognenovski, ex calciatore australiano
- 1979 - Denïs Proskwrïn, ex calciatore kazako
- 1979 - Steve Simonsen, ex calciatore inglese
- 1980 - Suella Braverman, politica e avvocata britannica
- 1980 - Johan Brunström, ex tennista svedese
- 1980 - Valerio Checchi, ex fondista italiano
- 1980 - Miloš Dobrijević, ex calciatore serbo
- 1980 - Laura Formenti, attrice e comica italiana
- 1980 - Andy Goode, rugbista a 15 e dirigente d'azienda britannico
- 1980 - Liina Kersna, politica estone
- 1980 - Fernando Ramallo, attore spagnolo
- 1980 - Jason Suecof, produttore discografico, chitarrista e paroliere statunitense
- 1980 - Luc-Arthur Vebobe, ex cestista francese
- 1980 - Dan Weller, musicista, compositore e produttore discografico britannico
- 1980 - DeTrina White, ex cestista statunitense
- 1981 - Éder Bonfim, ex calciatore brasiliano
- 1981 - Isis Casalduc, modella portoricana
- 1981 - Merlisa George, modella portoricana
- 1981 - Jake Kaufman, compositore statunitense
- 1981 - Alberto Mingardi, politologo italiano
- 1981 - Niu Jianfeng, ex tennistavolista cinese
- 1981 - Erlend Ormbostad, calciatore norvegese
- 1981 - Ivan Piccoli, allenatore di calcio e ex calciatore italiano
- 1981 - Péter Rajczi, ex calciatore ungherese
- 1981 - DeShawn Stevenson, ex cestista statunitense
- 1981 - Anıl İlter, attore e conduttore televisivo turco
- 1982 - Adriano Pereira da Silva, ex calciatore brasiliano
- 1982 - Jared Allen, ex giocatore di football americano statunitense
- 1982 - Roberto Amadè, cantautore italiano
- 1982 - Sambégou Bangoura, ex calciatore guineano
- 1982 - Karol Beck, allenatore di tennis e ex tennista slovacco
- 1982 - Michael Bonetti, ex sciatore alpino svizzero
- 1982 - Cao Tianbao, allenatore di calcio e calciatore cinese
- 1982 - Luigi Ferraro, ex rugbista a 15 italiano
- 1982 - Gianni Fiorellino, cantautore italiano
- 1982 - Iain Fyfe, ex calciatore australiano
- 1982 - Kameron Gray, ex cestista statunitense
- 1982 - Fler, rapper tedesco
- 1982 - Aline Nakashima, modella brasiliana
- 1982 - Kristian Nicht, ex calciatore tedesco
- 1982 - Deniz Özdoğan, attrice turca
- 1982 - Elgabry Rangel, ex calciatore messicano
- 1982 - Ruben Schaken, ex calciatore olandese
- 1982 - Tomba Singh, allenatore di calcio e ex calciatore indiano
- 1982 - Cobie Smulders, attrice e modella canadese
- 1982 - Jeremiah White, ex calciatore statunitense
- 1983 - Dejan Bojović, ex pallavolista serbo
- 1983 - Lyès Bouyacoub, judoka algerino
- 1983 - Ludovic Butelle, calciatore francese
- 1983 - Şenol Can, allenatore di calcio e ex calciatore bulgaro
- 1983 - Ali Fakhreddine, ex cestista libanese
- 1983 - Benjamin Foster, ex calciatore inglese
- 1983 - Ugo Ihemelu, ex calciatore nigeriano
- 1983 - Lee Kar Wai, ex arciere hongkonghese
- 1983 - Carl Manu, rugbista a 15 neozelandese
- 1983 - Marco Rizzone, politico italiano
- 1983 - Juan Manuel Salgueiro, allenatore di calcio e ex calciatore uruguaiano
- 1983 - Anay Tejeda, ex ostacolista e velocista cubana
- 1983 - Irena Vujović, politica serba
- 1983 - Austin Wolf, attore pornografico statunitense
- 1984 - Ismaël Alassane, calciatore nigerino
- 1984 - José Basanta, ex calciatore argentino
- 1984 - Jonathan Blondel, ex calciatore belga
- 1984 - Selina Gasparin, biatleta e fondista svizzera
- 1984 - Nora Illi, predicatrice, attivista e blogger svizzera († 2020)
- 1984 - Bekir İrtegün, ex calciatore turco
- 1984 - Willy Laurence, calciatore francese
- 1984 - Maxi López, ex calciatore argentino
- 1984 - Jimmy Mulisa, allenatore di calcio e ex calciatore ruandese
- 1984 - Ildikó Mîrne-Nagy, cestista rumena
- 1984 - Daniela Müller, ex sciatrice alpina austriaca
- 1984 - Hannah Neumann, politica e politologa tedesca
- 1984 - Łukasz Perłowski, pallavolista polacco
- 1984 - Josh e Benny Safdie, regista e sceneggiatore statunitense
- 1984 - Leonardo Zileri, giocatore di baseball italiano
- 1985 - Osmay Acosta, pugile cubano
- 1985 - Óscar Darío Ayala, ex calciatore paraguaiano
- 1985 - Jonathan Clay, cantautore e musicista statunitense
- 1985 - Brandyn Dombrowski, giocatore di football americano statunitense
- 1985 - Marcello Gazzola, ex calciatore italiano
- 1985 - Aramis Haywood, calciatore e giocatore di calcio a 5 panamense
- 1985 - Vlastimir Jovanović, calciatore bosniaco
- 1985 - Dmytro Kryvcov, ex ciclista su strada ucraino
- 1985 - Jari-Matti Latvala, dirigente sportivo e pilota di rally finlandese
- 1985 - Leona Lewis, cantautrice, attrice e personaggio televisivo britannica
- 1985 - Tomi Nybäck, scacchista finlandese
- 1985 - Gediminas Petrauskas, allenatore di pallacanestro lituano
- 1985 - Armintie Price, ex cestista e allenatrice di pallacanestro statunitense
- 1985 - Aljaksandr Pustahvar, cestista bielorusso
- 1985 - Rifujin na Magonote, romanziere giapponese
- 1985 - Sim Woo-yeon, calciatore sudcoreano
- 1985 - Darío Stefanatto, ex calciatore argentino
- 1985 - Flavio Stückemann, cestista tedesco
- 1985 - Karolin Thomas, ex calciatrice tedesca
- 1985 - Agostino Zortea, ex fondista italiano
- 1986 - Saraí Álvarez, pallavolista portoricana
- 1986 - Amanda Bynes, attrice statunitense
- 1986 - Riccardo Fabbro, manager e pubblicista italiano
- 1986 - Laura Gigante, attrice italiana
- 1986 - Dmitrijs Halvitovs, ex calciatore lettone
- 1986 - Lasse Heinze, ex calciatore danese
- 1986 - Lucas Landa, calciatore argentino
- 1986 - Ella Masar, ex calciatrice statunitense
- 1986 - Emmanuel Mathias, calciatore togolese
- 1986 - Vladïmïr Plotnïkov, ex calciatore kazako
- 1986 - Evaldas Razulis, allenatore di calcio e ex calciatore lituano
- 1986 - Rodrigo Mancha, ex calciatore brasiliano
- 1986 - Coleen Rooney, personaggio televisivo inglese
- 1986 - Grant Ross, attore sudafricano
- 1986 - Sergio Sánchez Ortega, ex calciatore spagnolo
- 1987 - Brittany B., paroliera, cantante e personaggio televisivo statunitense
- 1987 - Alessandro Bastrini, allenatore di calcio e ex calciatore italiano
- 1987 - Rachel Bloom, attrice, comica e sceneggiatrice statunitense
- 1987 - Jay Bruce, ex giocatore di baseball statunitense
- 1987 - Ronaldo Conceição, ex calciatore brasiliano
- 1987 - Oussama Darragi, ex calciatore tunisino
- 1987 - Henan Faria da Silveira, calciatore brasiliano
- 1987 - Argenis Fernández, ex calciatore costaricano
- 1987 - Pëtr Gubanov, ex cestista russo
- 1987 - Imad Khalili, ex calciatore e allenatore di calcio svedese
- 1987 - Jason Kipnis, giocatore di baseball statunitense
- 1987 - Vikrant Massey, attore indiano
- 1987 - Desirée Noferini, attrice e modella italiana
- 1987 - Eddie Ockenden, hockeista su prato australiano
- 1987 - Park Jung-min, cantante, attore e ballerino sudcoreano
- 1987 - Martyn Rooney, velocista britannico
- 1987 - Horacio Salaberry, calciatore uruguaiano
- 1987 - Ibrahim Saounera, cestista francese
- 1987 - O'Brien Schofield, ex giocatore di football americano statunitense
- 1987 - Julián Simón, pilota motociclistico spagnolo
- 1987 - Yuval Spungin, ex calciatore israeliano
- 1987 - Alexandru Tudose, ex calciatore rumeno
- 1987 - Salvatore Zizzo, ex calciatore statunitense
- 1987 - Wágner de Andrade Borges, calciatore brasiliano
- 1988 - Jaralla Al-Marri, calciatore qatariota
- 1988 - Alex Baldaccini, fondista di corsa in montagna italiano
- 1988 - Ruby Bentall, attrice britannica
- 1988 - Michael Carvill, allenatore di calcio e ex calciatore nordirlandese
- 1988 - Kam Chancellor, ex giocatore di football americano statunitense
- 1988 - Tiberiu Dolniceanu, schermidore rumeno
- 1988 - Danilo Fernandes, calciatore brasiliano
- 1988 - Brandon Graham, ex giocatore di football americano statunitense
- 1988 - Peter Hartley, allenatore di calcio e ex calciatore inglese
- 1988 - Brendan Hill, attore statunitense
- 1988 - Aleksandra Jabłonka, cantante polacca
- 1988 - Daniel Johnson, cestista australiano
- 1988 - Jonas Alaska, cantautore e musicista norvegese
- 1988 - Anja Klinar, nuotatrice slovena
- 1988 - Tim Krul, calciatore olandese
- 1988 - Yannick Lesourd, velocista francese
- 1988 - Aron Royé, ex cestista olandese
- 1988 - Hirokazu Sawamura, giocatore di baseball giapponese
- 1988 - Christiane Seidel, attrice statunitense
- 1988 - Tasha Steelz, wrestler statunitense
- 1988 - Lorca Van De Putte, ex calciatrice belga
- 1988 - Vilson Xavier de Menezes Júnior, ex calciatore brasiliano
- 1989 - Romain Alessandrini, ex calciatore francese
- 1989 - Romina Biagioli, triatleta argentina
- 1989 - Mirko Bigazzi, ex calciatore italiano
- 1989 - Israel Folau, ex rugbista a 13 e rugbista a 15 australiano
- 1989 - Miguel Ángel Herrera, ex calciatore messicano
- 1989 - Zsuzsanna Jakabos, nuotatrice ungherese
- 1989 - Camilla Kur Larsen, calciatrice danese
- 1989 - Camille Lopez, rugbista a 15 francese
- 1989 - James McArdle, attore scozzese
- 1989 - Atif Bashir, ex calciatore tedesco
- 1989 - Víctor Rosales, ex calciatore messicano
- 1989 - Kerry Simmonds, canottiera statunitense
- 1989 - Michael Stephens, ex calciatore statunitense
- 1989 - Giulia Tarquini, doppiatrice italiana
- 1989 - Martin Zeman, calciatore ceco
- 1990 - Tamer Haj Mohamad, calciatore siriano
- 1990 - Karim Ansarifard, calciatore iraniano
- 1990 - Thomas Bing, fondista tedesco
- 1990 - Madison Brengle, tennista statunitense
- 1990 - John Brown, giocatore di football americano statunitense
- 1990 - Oliver Feldballe, ex calciatore danese
- 1990 - Lee Hills, ex calciatore inglese
- 1990 - Georgia Jones, cestista britannica
- 1990 - Lovre Kalinić, calciatore croato
- 1990 - Anne-Sophie Koehn, ex sciatrice alpina svizzera
- 1990 - Yuka Mamiya, ex cestista giapponese
- 1990 - Vincenzo Marozzi, ex hockeista su ghiaccio canadese
- 1990 - Alfredo Mejía, calciatore honduregno
- 1990 - Nekfeu, rapper e attore francese
- 1990 - Sōtīrīs Ninīs, calciatore greco
- 1990 - Vladyslav Ohirja, calciatore ucraino
- 1990 - Stefan Rakowitz, calciatore austriaco
- 1990 - Kateryna Rymarenko, cestista ucraina
- 1990 - Sabrina Tasselli, calciatrice italiana
- 1990 - Dorothea Wierer, biatleta italiana
- 1990 - Sari van Veenendaal, ex calciatrice olandese
- 1991 - Ashkanov Apollon, calciatore statunitense
- 1991 - Roland Bergkamp, ex calciatore olandese
- 1991 - Marta Brasi, calciatrice italiana
- 1991 - Brittany Chambers, ex cestista statunitense
- 1991 - Ibrahima Conté, ex calciatore guineano
- 1991 - Markus Eisenbichler, saltatore con gli sci tedesco
- 1991 - Blair Evans, ex nuotatrice australiana
- 1991 - János Ferenczi, calciatore ungherese
- 1991 - Rövşən Hüseynli, giocatore di calcio a 5 azero
- 1991 - Hayley Kiyoko, cantautrice, attrice e ballerina statunitense
- 1991 - Abdoulaye Loum, cestista francese
- 1991 - Gōki Maeda, attore, cantante e modello giapponese
- 1991 - Mikaël Maruotto, ex cestista francese
- 1991 - TopGunn, rapper danese
- 1991 - Luis Ricardo Reyes, calciatore messicano
- 1991 - Federico Rodríguez, calciatore uruguaiano
- 1991 - Hollis Thompson, cestista statunitense
- 1991 - Jordan Tripp, giocatore di football americano statunitense
- 1991 - Jurij Uryčev, hockeista su ghiaccio russo († 2011)
- 1991 - Ricardo Valente, calciatore portoghese
- 1991 - Panagiota Vlachaki, maratoneta greca
- 1992 - Simone Benedetti, calciatore italiano
- 1992 - Ana Bjelica, pallavolista serba
- 1992 - Juan Cazares, calciatore ecuadoriano
- 1992 - Andrés Chicaiza, calciatore ecuadoriano
- 1992 - Michał Chrapek, calciatore polacco
- 1992 - Luca Damonte, pallanuotista italiano
- 1992 - Dylan De Belder, calciatore belga
- 1992 - Julija Efimova, nuotatrice russa
- 1992 - Álex Felip, calciatore spagnolo
- 1992 - Simon Hirsch, pallavolista tedesco
- 1992 - Anastasija Kedrina, ex sciatrice alpina russa
- 1992 - Young M.A, rapper statunitense
- 1992 - Roderick Miller, calciatore panamense
- 1992 - Aeriél Miranda, attrice statunitense
- 1992 - Blake Swihart, giocatore di baseball statunitense
- 1992 - Damien Williams, giocatore di football americano statunitense
- 1993 - Ayşe Akın, attrice, cantante e modella turca
- 1993 - Louis Fenton, calciatore neozelandese
- 1993 - Cristian Gavra, calciatore rumeno
- 1993 - Pape Moussa Konaté, calciatore senegalese
- 1993 - Hannah Lochner, attrice canadese
- 1993 - Veronika Marčenko, arciera ucraina
- 1993 - Diego Monaldi, cestista italiano
- 1993 - João Pedro, calciatore portoghese
- 1993 - Paweł Tarnowski, velista polacco
- 1993 - Jarvis Threatt, ex cestista statunitense
- 1993 - Kōnstantinos Triantafyllopoulos, calciatore greco
- 1993 - Gabe Wright, giocatore di football americano statunitense
- 1994 - Ahmed Alos, calciatore yemenita
- 1994 - Feng Bin, discobola cinese
- 1994 - Nicolás Figal, calciatore argentino
- 1994 - Christian Gartner, calciatore austriaco
- 1994 - Rory Gibbs, canottiere britannico
- 1994 - Viktor Granath, calciatore svedese
- 1994 - Rob Gray, cestista statunitense
- 1994 - Jeong Seung-hyun, calciatore sudcoreano
- 1994 - Frank Mason, cestista statunitense
- 1994 - Lily McMenamy, modella britannica
- 1994 - Brahian Peña, ostacolista dominicano
- 1994 - Josip Radošević, calciatore croato
- 1994 - Dylann Roof, criminale e terrorista statunitense
- 1994 - Srbuk, cantante armena
- 1994 - Mirco Turel, cestista italiano
- 1994 - Otso Virtanen, calciatore finlandese
- 1995 - Sara Balzer, schermitrice francese
- 1995 - Aminata Diallo, calciatrice francese
- 1995 - Cristian Espinoza, calciatore argentino
- 1995 - François-Xavier Fumu Tamuzo, ex calciatore francese
- 1995 - Will Grier, giocatore di football americano statunitense
- 1995 - Alexandra Holston, pallavolista statunitense
- 1995 - Josh Jackson, giocatore di football americano statunitense
- 1995 - Kodi Justice, cestista statunitense
- 1995 - Armen Manowčaryan, calciatore armeno
- 1995 - Stelios Poulianitīs, cestista greco
- 1995 - Adrien Rabiot, calciatore francese
- 1995 - Dennis Visser, pattinatore di short track olandese
- 1995 - Andrea Vötter, slittinista italiana
- 1995 - Derrick Walton, cestista statunitense
- 1995 - Jamaal Williams, giocatore di football americano statunitense
- 1995 - William de Asevedo Furtado, calciatore brasiliano
- 1995 - Tessa Ía, attrice messicana
- 1996 - Timo Barthel, tuffatore tedesco
- 1996 - Ibrahima Conté, calciatore guineano
- 1996 - Youri Duplessis Kergomard, sciatore freestyle francese
- 1996 - Mayo Hibi, tennista giapponese
- 1996 - Sarah Jeffery, attrice, cantante e ballerina canadese
- 1996 - Anthony Lawrence, ex giocatore di football americano e allenatore di football americano statunitense
- 1996 - Lee Chih-kai, ginnasta taiwanese
- 1996 - Sori Mané, calciatore guineense
- 1996 - Marko Radovanović, cestista serbo
- 1996 - Celso Raposo, calciatore portoghese
- 1996 - Fabián Ruiz, calciatore spagnolo
- 1996 - Jacob Stockdale, rugbista a 15 nordirlandese
- 1996 - Emiliano Álvarez Longo, calciatore uruguaiano
- 1997 - Aliyah Abrams, velocista guyanese
- 1997 - Jann Benjaminsen, calciatore faroese
- 1997 - Daniil Bol'šunov, calciatore russo
- 1997 - Conrado Buchanelli Holz, calciatore brasiliano
- 1997 - Serena Bugani, ex ginnasta italiana
- 1997 - Océane Daniel, ex calciatrice francese
- 1997 - Gabriel Jesus, calciatore brasiliano
- 1997 - Kiana Ledé, cantautrice e attrice statunitense
- 1997 - Roberto Louima, calciatore haitiano
- 1997 - Khayat, cantante ucraino
- 1997 - Simon Pirkl, calciatore austriaco
- 1997 - Rodrigo Schlegel, calciatore argentino
- 1997 - Vahid Selimovic, calciatore lussemburghese
- 1997 - Julia Stierli, calciatrice svizzera
- 1997 - Zhao Xintong, giocatore di snooker cinese
- 1998 - Pablo Arboine, calciatore costaricano
- 1998 - Gabriel Aubry, pilota automobilistico francese
- 1998 - Jake Brimmer, calciatore australiano
- 1998 - Humberto Castellanos, giocatore di baseball messicano
- 1998 - Wout Faes, calciatore belga
- 1998 - Matthew Hauser, triatleta australiano
- 1998 - Paris Jackson, attrice, modella e cantante statunitense
- 1998 - Mario Krstovski, calciatore macedone
- 1998 - Aly Mallé, calciatore maliano
- 1998 - Dušan Marković, calciatore serbo
- 1998 - Max Purcell, tennista australiano
- 1998 - Pavel Sjadz'ko, calciatore bielorusso
- 1998 - Roberts Uldriķis, calciatore lettone
- 1999 - Mark Donovan, ciclista su strada britannico
- 1999 - Brandon Horvath, cestista statunitense
- 1999 - Mikkel Hyllegaard, calciatore danese
- 1999 - Mert Müldür, calciatore turco
- 1999 - Christopher Olivares, calciatore peruviano
- 1999 - Sopuruchukwu Onyemaechi, calciatore nigeriano
- 1999 - Adrianna Sułek, multiplista polacca
- 1999 - Jarred Vanderbilt, cestista statunitense
- 1999 - Calboy, rapper e cantante statunitense
- 2000 - Brendan Adams, cestista statunitense
- 2000 - Andrej Ilić, calciatore serbo
- 2000 - Koba LaD, rapper francese
- 2000 - Luisa Mangold, ex sciatrice alpina tedesca
- 2000 - Rodrigo Montes, calciatore argentino
- 2000 - Kōhei Okuno, calciatore giapponese
- 2000 - Lucas Rosa, calciatore brasiliano
- 2000 - Hugo Santos, hockeista su pista portoghese

## XXI secolo(37)
- 2001 - Caspar Corbeau, nuotatore statunitense
- 2001 - Justus Henkes, snowboarder statunitense
- 2001 - Hernâni Infande, calciatore guineense
- 2001 - George Karlaftis, giocatore di football americano greco
- 2001 - Christopher Mamengi, calciatore olandese
- 2001 - Nuit Incolore, cantautore svizzero
- 2001 - Étienne Mazellier, sciatore alpino canadese
- 2001 - Isaiah Nelson, sciatore alpino statunitense
- 2001 - Santiago Pierotti, calciatore argentino
- 2001 - Tyler Smith, giocatore di football americano statunitense
- 2001 - Gabriel Wallentin, calciatore svedese
- 2001 - Johnny Wilson, giocatore di football americano statunitense
- 2002 - Caio Collet, pilota automobilistico brasiliano
- 2002 - Uljana Dubrova, pattinatrice di short track ucraina
- 2002 - Tomás Esteves, calciatore portoghese
- 2002 - Jaylon Jones, giocatore di football americano statunitense
- 2002 - Joakim Persson, calciatore svedese
- 2002 - Alessandro Sorrentino, calciatore italiano
- 2002 - Róbert Orri Þorkelsson, calciatore islandese
- 2003 - Ágoston Bényei, calciatore ungherese
- 2003 - Vasco Sousa, calciatore portoghese
- 2003 - Yassine Dridi, calciatore tunisino
- 2003 - Jonah Elliss, giocatore di football americano statunitense
- 2003 - Elsie Fisher, attrice e doppiatrice statunitense
- 2003 - Ezequiel Forclaz, calciatore argentino
- 2003 - Matías Gómez, calciatore argentino
- 2003 - Quincy Hoeve, calciatore olandese
- 2003 - Eddy Le Huitouze, ciclista su strada e pistard francese
- 2003 - Pablo Torre, calciatore spagnolo
- 2004 - Matías Abaldo, calciatore uruguaiano
- 2004 - Stefanie Grob, sciatrice alpina svizzera
- 2004 - Roy Nawi, calciatore israeliano
- 2004 - Martina Vozza, sciatrice alpina italiana
- 2005 - Diego Catasus, calciatore cubano
- 2005 - Chen Meiting, sciatrice freestyle cinese
- 2005 - Antoni Milambo, calciatore olandese
- 2007 - Diego León, calciatore paraguaiano

## Senza anno specificato(1)
- Tancredi Milone, attore e commediografo italiano († 1908)